# Brennilis

Brennilis este o comună în departamentul Finistère, Franța. În 1 ianuarie 2022 avea o populație de 447 de locuitori.